# David Krackhardt
 (décembre 2019).
 (décembre 2019).
Le contenu est difficilement compréhensible vu les erreurs de traduction, qui sont peut-être dues à l'utilisation d'un logiciel de traduction automatique.
David Krackhardt est un professeur des organisations au Collège Heinz et à l’école de commerce Tepper avec des interventions dans le Département de sciences sociales et décision (Collège de Dietrich des Sciences humaines et sociales) et dans le	Département de machine learning (École d’informatique), tous situés à l’Université Carnegie-Mellon aux États-Unis. Il a aussi travaillé en tant que Fellow au CEDEP, le Centre européen d’éducation permanente en France. Il est connu pour être l’auteur de KrackPlot, un logiciel de visualisation de réseau conçu pour l’analyse de réseaux sociaux qui est grandement utilisé dans le domaine de la recherche académique. Il est aussi le fondateur du Journal de la structure Sociale.

## Carrière
Krackhardt a reçu un diplôme de licence de l’institut de technologie du Massachusetts et un doctorat de l’université de Californie à Irvine. Il a rejoint l’école de management Johnson à Cornell en tant qu’assistant professeur en 1984, puis a passé un an à la Harvard Business School en tant que Fellow de Marvin Bower, avant de rejoindre le collège de Heinz en 1991. Il a tenu des postes en tant que visiteur à l'université de Chicago, à l'INSEAD et à l’université de Bocconi en Italie.

## Travail
Krackhardt a développé et démontré les conséquences des structures cognitives sociales, qui capture comment les réseaux sont perçus dans un environnement social. Il a créé l’index E-I, qui décrit jusqu’où s’étend une organisation qui soit à la fois telle un silo ou intégrée dans sa structure informelle et a démontré comment ces structures affectent la compétence d’une organisation à s’occuper de situation de crise. Il a aussi développé un ensemble de mesures basé sur la théorie des graphes dans le but d’évaluer la compétence d’une organisation à se confronter à un ensemble de problèmes stratégiques. En théorie des réseaux sociaux, il est peut être plus connu pour ses concepts des nœuds de Philos » et du nœud Simmelien qui soulignent respectivement l’un comme l’autre, l’importance du contenu du nœud et aussi du contexte local dans lequel les relations de réseaux se passent. Méthodologiquement, sa contribution la plus importante fut à travers le développement de la Procédure d’Attribution de Régression Quadratique Multiple (MRQAP : Multiple Regression Quadratic Assignment Procedure), une approche d’analyse statistique non paramétrique des données de réseau.

## Publications
Livres
- Interpersonal Networks in Organizations: Cognition, Personality, Dynamics, and Culture, with Martin Kilduff, CUP (Structural Analysis in the Social Sciences), 2008.   (ISBN 0-521-86660-X)

Articles
- Krackhardt, D. (1987). Cognitive Social Structures. Social Networks, 9: 109-134.
- Krackhardt, D. (1990). Assessing the Political Landscape: Structure, Cognition and Power in Organizations.  Administrative Science Quarterly, 35:342-369.
- Krackhardt, D., & R. Stern (1988). Informal Networks and Organizational Crises: An Experimental Simulation.  Social Psychology Quarterly, 51:123-140.
- Krackhardt, D. (1992). The Strength of Strong Ties: The Importance of Philos in Organizations.  In N. Nohria & R. Eccles (eds.), Networks and Organizations: Structure, Form, and Action.  Boston: Harvard Business School Press, pp. 216–239.
- Krackhardt, D. (1999). The Ties that Torture: Simmelian Tie Analysis in Organizations.  Research in the Sociology of Organizations, 16:183-210.
- Krackhardt, D. & M. Kilduff (1999). Whether Close or Far: Perceptions of Balance in Friendship Networks in Organizations.  Journal of Personality and Social Psychology, 76:770-782.
- Tortoriello, M., & D. Krackhardt (2010). Activating Cross-Boundary Knowledge: The Role of Simmelian Ties in the Generation of Innovations.  Academy of Management Journal, 53:167-181.